# Pandemonium (Loudness)
Pandemonium è un album del gruppo heavy metal giapponese Loudness, pubblicato dalla Nippon Columbia nel 2001.

## Tracce
1. Ya Stepped on a Mine – 3:44
2. Bloody Doom – 5:56
3. The Pandemonium – 4:34
4. Vision – 4:57
5. What's the Truth? – 4:08
6. Suicide Doll – 6:45
7. Chaos – 4:47
8. The Candidate – 5:09
9. Real Man – 6:04
10. Inflame – 4:41
11. Snake Venom – 4:56